# Orectogyrus schultzei
Orectogyrus schultzei là một loài bọ cánh cứng trong họ van Gyrinidae. Loài này được Zimmermann miêu tả khoa học năm 1920.